# Gregor Adlercreutz
Gregor Adlercreutz   (Estocolm, 16 d'agost de 1898 - Parròquia de Kolbäck, 3 de juny de 1944) va ser un genet suec que va competir durant la dècada de 1930.
El 1936 va prendre part en els Jocs Olímpics de Berlín, on va disputar dues proves del programa d'hípica amb el cavall Teresina. Va guanyar la medalla de bronze en la prova de doma per equips i fou quart en la de doma individual.
Adlercreutz va ser capità del regiment de cavalleria d'Escània. Entre 1937 i 1938 va estudiar a l'escola de cavalleria de Hannover. El seu pare, Nils, va ser genet i medallista olímpic als Jocs d'Estocolm de 1912.
Morí el 3 de juny de 1944 a Strömsholm.